# Перевёрнутая P
,  (перевёрнутая P) — буква расширенной латиницы. Использовалась в некоторых сиуанских языках, в основном Джеймсом Оуэном Дорси в XIX веке. Также использовалась в фонологии ревю Anthropos.

## Использование
Джеймс Оуэн Дорси использовал  в своих опубликованных работах для обозначения звука [pː], который присутствует в трёх языках дегиха: омаха-понка, квапау и канса. Он также использует его в языке осейдж для обозначения звука [ʰp], так как [pː] отсутствует в этом языке.
В фонологии ревю Anthropos обозначала губно-губной щёлкающий согласный [ʘ].